# Caída del sha de Irán

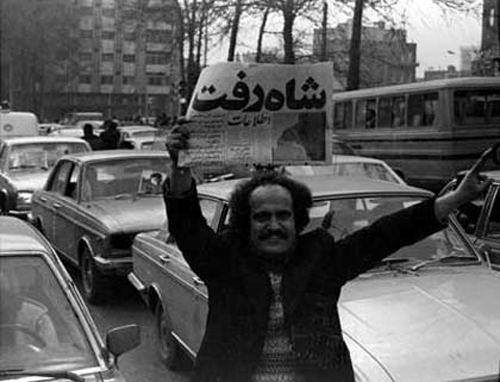
Persona con un cartel, cuya traducción dice: "Se fue el sha"

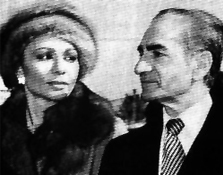
Última fotografía del sha y su esposa, Farah Pahlaví, como monarcas de Irán, en el Aeropuerto Internacional de Mehrabad.

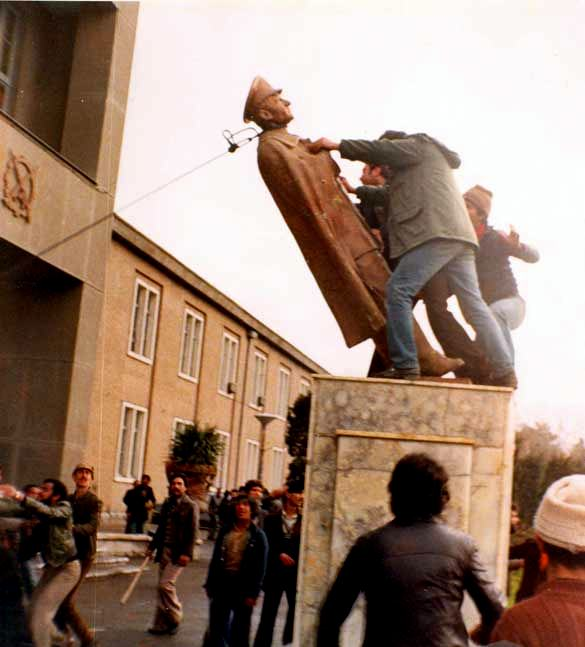
Turba de manifestantes derrumbando la estatua del sah, en medio de la Revolución Iraní.

El 16 de enero de 1979 el último shah de Persia, Mohammad Reza Pahlavi, abandonó la nación para no volver, en dirección a Egipto. La huida del shah durante la Revolución iraní, que ya había llegado a su auge, acercará más velozmente ésta a su victoria. Tras la marcha del shah y sólo 16 días después, el Imam Ruhollah Jomeini, regresa a Irán, tras 15 años exiliado, y 10 días después vence dicha revolución, y posteriormente, cae el régimen monárquico gracias al apoyo popular.

## Causas de la caída del shah
El 1963 el shah inició una reforma a la que denominó “Revolución blanca” que contemplaba un programa gubernamental muy extenso en el que se incluían una reforma del régimen de propiedades, tierras y fincas, derecho al voto femenino, lucha contra el analfabetismo, etc. Aunque estas reformas tenían sus partidarios, sin embargo muchos clérigos se oponían por considerarlas una suerte de “occidentalización” del país. El ayatolá Jomeini era quien llevaba la voz cantante en estas protestas. Él quería el destronamiento del shah y el establecimiento de un gobierno basado en leyes islámicas. Por todo ello, Jomeini acabó siendo exiliado en 1964.
A principios de la década de los 70 el shah inició otra serie de medidas que encendió los ánimos de una buena parte de la población creyente del país. La celebración en 1971 del 2500 aniversario de la fundación del Imperio Persa y el cambio del calendario que pasó de la hégira (calendario musulmán) a regirse en 1976 por el año de la fundación de Persia formaba parte de estas medidas.
El shah reprimió fuertemente las protestas del clero y de la población religiosa con la SAVAK (la securitate del shah). Diversos sectores de la sociedad, como los estudiantes universitarios y los intelectuales reaccionaron uniéndose al movimiento liderado por el Imam Jomeini, un movimiento que no tardó en desembocar en protestas callejeras y al que prontamente se unió un pueblo llano que veía en la Revolución blanca un mero medio para subir la bonanza económica de la clase burguesa. Finalmente, en 1978 se produjeron manifestaciones contra el shah en varias ciudades principales que encendieron las alarmas del shah para su caída.

## Últimas manifestaciones del shah antes de abandonar Irán
En un breve discurso que dio a los periodistas al pie de la escalerilla del avión, Mohammad Reza Pahlavi dijo que se iba a Asuán (Egipto) para descansar unos días, tal como hubo dicho que iba a hacer cuando se formara gobierno, pues necesitaba descanso, y agregó: “Hoy espero que mediante el voto del Parlamento, que se dé tras el del Senado, pueda el gobierno tanto compensar el pasado como tener éxito en su legislación, y para ello necesitamos la colaboración y el sentimiento patriótico en el sentido estricto del término; no tengo nada que decir que no sea en pro de la salvaguarda del país y el cumplimiento del deber de acuerdo al patriotismo”.

## Su muerte
Tras abandonar Irán el shah se dirigió a Egipto. Luego fue a Marruecos, las Bahamas y México. Enfermo del cáncer linfático, Mohammad Reza Pahlavi llega a Estados Unidos el 22 de octubre de 1979 para ingresar en un hospital para ser tratado. Dos semanas después estalla la crisis de los rehenes, es decir, el asalto de la embajada de EE. UU. en Teherán en la que los iraníes querían canjear los 50 rehenes retenidos por la extradición del shah, ante lo cual tuvieron la negativa de Washington por respuesta. Sin embargo, por ello el shah se vio obligado a abandonar EE. UU. rumbo a Panamá para más tarde refugiarse en Egipto, donde continuó el tratamiento de su enfermedad, que no surtió efecto pues murió el 27 de julio de 1980, a los 61 años de edad.